# Helina congoensis
Helina congoensis är en tvåvingeart som beskrevs av John Otterbein Snyder 1953. Helina congoensis ingår i släktet Helina och familjen husflugor.
Artens utbredningsområde är Kongo. Inga underarter finns listade i Catalogue of Life.